# Architetto dei dati
L'architetto dei dati (dall'inglese Data Architect) è colui che nella progettazione dei sistemi informatici si occupa in prima persona dell'organizzazione dei dati in modo che si raggiungano gli obiettivi prefissati. L'architettura dati dovrebbe coprire le basi di dati, l'integrazione dei dati con altri sistemi e ciò che i dati vogliono indicare (cosa significano, che rappresentano). Può anche essere indicato come Data Modeler, anche se questo ruolo coinvolge anche la progettazione di modelli di dati.